# Ceratopogon tiiveli
Ceratopogon tiiveli är en tvåvingeart som beskrevs av Remm 1980. Ceratopogon tiiveli ingår i släktet Ceratopogon och familjen svidknott.
Artens utbredningsområde är Tadzjikistan. Inga underarter finns listade i Catalogue of Life.